# Liste der Stolpersteine im Kölner Stadtteil Sülz
Die Liste der Stolpersteine im Kölner Stadtteil Sülz führt die vom Künstler Gunter Demnig verlegten Stolpersteine im Kölner Stadtteil Sülz auf.
Die Liste der Stolpersteine beruht auf den Daten und Recherchen des NS-Dokumentationszentrums der Stadt Köln, zum Teil ergänzt um Informationen und Anmerkungen aus Wikipedia-Artikeln und externen Quellen. Ziel des Kunstprojektes ist es, biografische Details zu den Personen, die ihren (letzten) freiwillig gewählten Wohnsitz in Köln hatten, zu dokumentieren, um damit ihr Andenken zu bewahren.
Anmerkung: Vielfach ist es jedoch nicht mehr möglich, eine lückenlose Darstellung ihres Lebens und ihres Leidensweges nachzuvollziehen. Insbesondere die Umstände ihres Todes können vielfach nicht mehr recherchiert werden. Offizielle Todesfallanzeigen aus den Ghettos, Haft-, Krankenanstalten sowie den Konzentrationslagern können oft Angaben enthalten, die die wahren Umstände des Todes verschleiern, werden aber unter der Beachtung dieses Umstandes mitdokumentiert.
| Bild | Name sowie Details zur Inschrift | Adresse | Zusätzliche Informationen |
| --- | --- | --- | --- |
| Stolperstein für Leonardo Aramesco (Weißhausstraße 25) | Hier wohnte Leonardo Aramesco, gen. Funkaruso (Jahrgang 1898) Auftrittsverbot 1933 Flucht 1938 Holland USA                                          | Weißhausstr. 25 (Standort)                                                                                        | Der am 18. März 2019 verlegte Stolperstein erinnert an Leonardo Aramesco (genannt Funkaruso), geboren am 27. Januar 1898 in Temesvár. Leonardo Aramesco wurde als Sohn eines jüdischen Kaufmanns im Königreich Ungarn geboren. Von 1920 bis 1923 studierte er bei Otto Iro und Käthe Naether-Osten Gesang in Wien. 1920 erhielt er sein erstes Engagement an der Wiener Staatsoper. 1923 wechselte er an die Staatsoper Unter den Linden, Berlin. Weitere Engagements folgten am Stadttheater Erfurt, am Stadttheater Bielefeld und am Opernhaus Essen. Überregionale Bekanntheit erlangte er als erster lyrischer Tenor bei der Westdeutschen Rundfunk AG (WERAG). Hier produzierte er zahlreiche Rundfunkaufnahmen und Schallplatten. Neben Opernarien sang Aramesco auch Operettenpartien und populäre Lieder ein. In den späten 1920er Jahren bis Anfang der 1930er Jahre arbeitete Leonardo Aramesco auch für Rundfunkanstalten in München, Wien, Prag, Frankfurt am Main und Stuttgart. Nach der Machtergreifung der Nationalsozialisten wurde er aufgrund seiner jüdischen Religionszugehörigkeit am 31. März 1933 vom Westdeutschen Rundfunk entlassen. In der Folge lebte er nur noch von gelegentlichen Auftritten und Gastspielen in Österreich und den Niederlanden. 1935 übersiedelte er in die Schweiz, wo er am Luzerner Theater ein Jahres-Engagement erhielt. Das Neue Stadttheater von Teplitz verpflichtete den Tenor im Sommer 1937. Kurz vor dem Münchner Abkommen emigrierte Aramesco im Sommer 1938 nach Amsterdam in die Niederlande. 1940 gelang ihm die Emigration in die Vereinigten Staaten von Amerika. In den USA trat er nur noch gelegentlich auf. Im Alter von 48 Jahren starb Leonardo Aramesco im Dezember 1946 auf einer Konzerttournee in New York an den Folgen eines Herzinfarktes. |
| Stolperstein für Heinrich Arenz (Luxemburger Straße 222) | Hier wohnte Heinrich Arenz Tot 1943 im Gefängnis Bonn                                                                                               | Luxemburger Str. 222 (Standort)                                                                                   | Der Stolperstein erinnert an Heinrich Arenz, geboren am 3. September 1901 in Köln. Der Straßenbahnfahrer Heinrich Arenz war verheiratet und hatte einen Sohn. Bei der Kommunalwahl vom 12. März 1933 wurde er für die KPD in die Stadtverordnetenversammlung von Köln gewählt. Am 13. März 1933 erklärte die NSDAP die Mandate der KPD für ungültig. Arenz wurde entlassen und floh, um seiner Verhaftung zuvorzukommen, nach Brüssel. Dort betätigte er sich im Untergrund als politischer Leiter der Auslandsleitung der KPD.1943 wurde er verhaftet und im Bonner Gefängnis inhaftiert. Hier nimmt er sich am 4. September 1943 das Leben. |
| Stolperstein Alice Bachmann | Hier wohnte Alice Bachmann, geb. Wertheim (Jahrgang 1914) Flucht 1938 Frankreich interniert Drancy deportiert 1942 ermordet in Auschwitz            | Euskirchener Straße 21 (Standort)                                                                                 | Alice Bachmann war die Ehefrau von Kurt Bachmann. |
| Stolperstein Kurt Bachmann | Hier wohnte Kurt Bachmann (Jahrgang 1909) im Widerstand/KPD Flucht 1938 Frankreich interniert Drancy deportiert 1942 Auschwitz befreit              | Euskirchener Straße 21 (Standort)                                                                                 | Der Stolperstein erinnert an Kurt Bachmann. Er war ein deutscher Politiker (KPD, DKP), Aktivist und Widerstandskämpfer gegen den Nationalsozialismus. Von 1969 bis 1973 war er Vorsitzender der Deutschen Kommunistischen Partei (DKP). |
| Stolperstein für Tilly Baer (Sülzgürtel 66) | Hier wohnte Tilly Baer, geb. Steigerwald (Jahrgang 1896) Deportiert 1941 Łódź/Litzmannstadt Ermordet 7. Mai 1942 Chelmno/Kulmhof                    | Sülzgürtel 66 (Standort)                                                                                          | Der am 1. September 2014 verlegte Stolperstein erinnert an Tilly Baer (geb. Steigerwald), geboren am 12. Mai 1896 in Frankfurt am Main. Die Hausfrau Tilly Baer war die Tochter von Moses und Adelheid Steigerwald (geb. Grünebaum). Verheiratet war Tilly mit Otto Baer. Tilly Baer musste ihre Wohnung am Sülzgürtel 66 verlassen und wurde in das „Ghettohaus“ in der Luxemburger Straße 38 eingewiesen. Am 22. Oktober 1941 wurde sie mit dem ersten Kölner Transport (Transport Nr. 8) in das Ghetto Litzmannstadt deportiert. Von dort aus wurde sie am 7. Mai 1942 in das Vernichtungslager Kulmhof verbracht. Dort verliert sich ihre Spur. Der Stolperstein wurde gestiftet durch die Kollektensammlung „Beatmesse“ der Kirchengemeinde der Johanneskirche (Köln-Sülz). |
| Stolperstein für Isaac Baruch (Lotharstraße 40) | Hier wohnte Isaac Baruch (Jahrgang 1861) Deportiert 1943 Theresienstadt Ermordet 24. Juni 1943                                                      | Lotharstr. 40 (Verlegestelle Ecke Berrenrather Straße) (Standort)                                                 | Der am 12. April 2016 verlegte Stolperstein erinnert an Isaac Baruch, geboren am 25. September 1861 in Frechen. Isaac Baruch war mit Henrietta Marx verheiratet. Isaac Baruch wurde am 26. Januar 1943 mit dem Alterstransport I/86 in das Ghetto Theresienstadt deportiert. In der Transportliste wurde Isaac Baruch als „unverheiratet“ und „nicht arbeitsfähig“ mit der Adresse Horst Wesselplatz 14 (heute Rathenauplatz) eingetragen. Seine Kennkarten Nr. lautet 014115. Isaac Baruch starb am 23. Juni 1943 im Ghetto Theresienstadt. In der Todesfallanzeige des Ghettos wurde als Todesursache „Herzschwäche“ eingetragen. |
| Stolperstein für Dore Baumgarten (Zülpicher Straße 189) | Hier wohnte Dore Baumgarten (Jahrgang 1894) Deportiert 1942 Verschollen                                                                             | Zülpicher Str. 189 (Standort)                                                                                     | |
| Stolperstein für Carola Henriette Beermann (Remigiusstraße 45) | Hier wohnte Carola Henriette Beermann (Jahrgang 1896) Deportiert 1941 Łódź/Litzmannstadt Ermordet 10. Mai 1942 Chelmno/Kulmhof                      | Remigiusstr. 45 (Standort)                                                                                        | Der am 1. September 2014 verlegte Stolperstein erinnert an Carola Henriette Beermann, geboren am 5. Oktober 1896 in Kassel. Die Pianistin Carola Henriette Ottilie Beermann war die Tochter des jüdischen Eisenbahn-Bauingenieurs Fritz Beermann und seiner Frau Elise Rosalie (geb. Hirsch). Carola Henriette Ottilie Beermann war evangelisch, jüdischer Herkunft. Ihre Wohnung in der Remigiusstraße 45 musste sie verlassen und wurde in das „Ghettohaus“ Eifelstraße 6 eingewiesen. Am 22. Oktober 1941 wurde sie mit dem ersten Kölner Transport (Transport Nr. 8) in das Ghetto Litzmannstadt deportiert. Von dort aus wurde sie am 10. Mai 1942 in das Vernichtungslager Kulmhof verbracht, wo sie am selben Tag ermordet wurde. Der Stolperstein wurde gestiftet durch die Kollektensammlung „Beatmesse“ der Kirchengemeinde der Johanneskirche (Köln-Sülz). |
| Stolperstein für Flora Berger (Manscheider Platz 8) | Hier wohnte Flora Berger, geb. Zimmt (Jahrgang 1896) Deportiert 1941 Łódź/Litzmannstadt Ermordet 4. August 1942                                     | Manderscheider Platz 8 (Standort)                                                                                 | Der Stolperstein erinnert an Flora Berger (geb. Zimmt), geboren am 25. Mai 1896 in Saarlouis. Flora Zimmt heiratete den Krefelder Kaufmann Ignaz Iwan Berger, der in Sülz eine Woll- und Weißwarenhandlung führte, in der sie mitarbeitete. Das Ehepaar hatte zwei Kinder, Rolf und Ingeborg. 1941, kurz vor der Deportation, musste die Familie ihre Wohnung verlassen und in ein „Ghettohaus“ umziehen. Von hier wurde sie am 30. Oktober 1941 mit ihrem Ehemann und ihrer Tochter mit dem 16. Transport in das Ghetto Litzmannstadt deportiert. In Litzmannstadt waren sie in der Franzstraße 123 untergebracht. Am 4. August 1942, 5 Tage nach ihrem Ehemann, starb Flora Berger im Ghetto. |
| Stolperstein für Ignatz Iwan Berger (Manscheider Platz 8) | Hier wohnte Ignatz Iwan Berger (Jahrgang 1894) Deportiert 1941 Łódź/Litzmannstadt Ermordet 30. Juli 1942                                            | Manderscheider Platz 8 (Standort)                                                                                 | Der Stolperstein erinnert an Ignaz Iwan Berger, geboren am 6. Juni 1894 in Krefeld. Der Sohn eines jüdischen Krefelder Kaufmanns ließ sich in Köln nieder und eröffnete auf der Berrenrather Straße 349 eine Woll- und Weißwarenhandlung. Seine drei Schwestern Christina (geb. 1891, verh. Salomon), Carola (geb. 1892, verh. Hirsch) und Sara Regina (geb. 1895) waren ebenfalls in Köln mit jüdischen Kaufleuten verheiratet, die sich alle wie Ignaz Berger als aktive Mitglieder des jüdischen Karnevalsvereins Kleiner Kölner Klub engagierten. Ignaz Berger heiratete die aus Saarlouis stammende Flora Zimmt. Das Ehepaar hatte zwei Kinder, Rolf und Ingeborg. Kurz vor der Deportation musste die Familie Berger 1941 ihre Wohnung am Manderscheider Platz verlassen und war gezwungen, zunächst in ein „Ghettohaus“ am Horst Wessel-Platz (heute Rathenauplatz) 14, später in das Ghettohaus Eupener Straße 24 zu ziehen. Am 30. Oktober 1941 wurde Ignaz Berger mit seiner Frau Flora und seiner Tochter Ingeborg mit dem 16. Transport in das Ghetto Litzmannstadt deportiert. Ignaz Berger starb hier am 30. Juli 1942. |
| Stolperstein für Ingeborg Berger (Manscheider Platz 8) | Hier wohnte Ingeborg Berger (Jahrgang 1924) Deportiert 1941 Łódź/Litzmannstadt Ermordet                                                             | Manderscheider Platz 8 (Standort)                                                                                 | Der Stolperstein erinnert an Ingeborg Berger, geboren am 25. Februar 1924 in Köln. Ingeborg war die einzige Tochter von Flora und Ignaz Berger. Im Alter von 17 Jahren wurde sie am 30. Oktober 1941 mit ihren Eltern mit dem 16. Transport in das Ghetto Litzmannstadt deportiert. Hier war sie zunächst mit ihren Eltern in der Franzstraße 123, später in der Mühlgasse 79 untergebracht. Im Ghetto Litzmannstadt verliert sich ihre Spur. |
| Stolperstein für Karl Bernstein (Konradstraße 14) | Hier wohnte Karl Bernstein (Jahrgang 1880) Deportiert Riga Für tot erklärt                                                                          | Konradstr. 14 (Standort)                                                                                          | |
| Stolperstein für Paula Bernstein (Konradstraße 14) | Hier wohnte Paula Bernstein, geb. Lion (Jahrgang 1883) Deportiert Riga Für tot erklärt                                                              | Konradstr. 14 (Standort)                                                                                          | |
| Stolperstein für Johanna Brouwer (Sülzburgstraße 3) | Hier wohnte Johanna Brouwer, geb. Schönfeld (Jahrgang 1895) Deportiert Theresienstadt Auschwitz ???                                                 | Sülzburgstr. 3 (Standort)                                                                                         | Der Stolperstein erinnert an Johanna Brouwer (geb. Schönfeld), geboren am 1. Dezember 1894 in Dörnigheim oder am 8. Dezember 1895. Johanna Brouwer wurde von Berlin aus am 19. April 1943 mit dem 37. Osttransport nach Auschwitz deportiert. Dort verliert sich ihre Spur... |
| Stolperstein für Charlotte Burbach (Zülpicher Straße 302) | Hier wohnte Charlotte Burbach, geb. Gans (Jahrgang 1895) Freitod am 27. August 1942                                                                 | Zülpicher Str. 302 (Standort)                                                                                     | Der Stolperstein erinnert an Charlotte Sara Burbach (geb. Gans), geboren am 11. Juli 1895 in Köln. Sie konvertierte vom jüdischen zum evangelischen Glauben. Am 27. August 1942 starb sie in der Kölner Universitätsklinik, nachdem sie eine Überdosis an Schlaftabletten eingenommen hatte. Charlotte Burbach war geschieden; ihre Eltern, Moritz Gans und seine Frau Jenny (geb. Seligmann), waren bereits vorher verstorben. |
| Stolperstein für Bertha Cohn-Conrad (Berrenrather Straße 377) | Hier wohnte Bertha Cohn-Conrad, geb. Conrad (Jahrgang 1887) Deportiert 1941 Łódź Für tot erklärt                                                    | Berrenrather Str. 377 (Standort)                                                                                  | |
| Stolperstein für Bernhardine Diefenthal (Zülpicher Straße 318) | Hier wohnte Bernhardine Diefenthal geb. Bongartz (Jahrgang 1871) Deportiert 1943 Theresienstadt Ermordet 24. August 1944                            | Zülpicher Str. 318 (Standort)                                                                                     | Der am 22. Oktober 2015 verlegte Stolperstein erinnert an Bernhardine Diefenthal (geb. Bongartz), geboren am 16. März 1871 in Wesel. Bernhardine Diefenthal wurde am 1. August 1943 mit dem Transport III/9 in das Ghetto Theresienstadt deportiert. In der Transportliste wurde Bernhardine Diefenthal als „verwitwet“ mit der Adresse Barackenlager Fort V Müngersdorf eingetragen. Bernhardine Diefenthal starb am 24. Juni 1944 im Ghetto Theresienstadt. |
| Stolperstein für Dr. Wilhelm Dreyer (Wittekindstraße 6) | Hier wohnte Dr. Wilhelm Dreyer, (Jahrgang 1891) Deportiert 1942 Theresienstadt Ermordet 1944 Auschwitz                                              | Wittekindstr. 6 (Standort)                                                                                        | Der am 3. April 2017 verlegte Stolperstein erinnert an Wilhelm Dreyer, geboren am 9. November 1891 in Köln-Buchheim. Wilhelm Dreyer war der Sohn des Kaufmanns Siegfried Dreyer (Teilhaber des Warenhauses Geschw. Alsberg Hohe Str. 111) und seiner Frau Rosa (geb. David). Wilhelm Dreyer besuchte das Gymnasium Kreuzgasse und machte dort 1910 sein Abitur. Er studierte Rechtswissenschaften an den Universitäten München, Leipzig und Bonn, legte sein Referendarsexamen am 2. Juli 1913 in Köln ab. Am 6. August 1914 meldete er sich freiwillig zum Militärdienst und wurde im 1. Weltkrieg schwer am Kopf verwundet. Ihm wurde das Eiserne Kreuz II. Klasse und das Frontkämpferkreuz verliehen. Nach dem Krieg nahm er seine Referendarausbildung wieder auf und promovierte am 26. Mai 1919 in Heidelberg. Das Große Staatsexamen bestand er als Kriegsteilnehmer „in abgekürzter Form“ am 24. Februar 1920. Am 12. Mai 1920 wurde Wilhelm Dreyer als Rechtsanwalt beim Amts- und Landgericht Köln zugelassen. Wilhelm Dreyer war bis 1922 Justiziar beim Bankhaus Sal. Oppenheim jr. & Co., danach als selbstständiger Anwalt tätig. Als ehemaliger Frontkämpfer konnte Wilhelm Dreyer auch nach 1933 weiter anwaltlich tätig sein, bekam aber zunehmend wirtschaftliche Schwierigkeiten. So wechselte er mehrfach die Kanzleiräume und Sozietäten sowie auch seine privaten Wohnadressen. In den folgenden Jahren musste er sich mehrfach wegen seiner wirtschaftlichen Schwierigkeiten der Rechtsanwaltskammer und vor Gericht offenbaren. Am 10. Mai 1938 wurde ihm zunächst die Anwaltszulassung per Ministererlass entzogen, auf Protest von Wilhelm Dreyer, wurde er im August 1938 wieder in die Listen des Amts- und Landgerichtes eingetragen. Am 3. November 1938 wurde ihm endgültig gem. der Fünften Verordnung zum Reichsbürgergesetz seine anwaltliche Zulassung entzogen. Wilhelm Dreyer beantragte noch die Zulassung zum jüdischen Konsulent, welche aber ablehnend beschieden wurde. Ein gegen ihn anhängiges Verfahren wegen „Rassenschande“ wurde im Januar 1940 eingestellt. Zuletzt wohnte Wilhelm Dreyer in der Werderstraße 5, bevor er 1942 im Lager Fort V Müngersdorf arrestiert wurde. Wilhelm Dreyer wurde am 15. Juni 1942 von Köln aus in das Ghetto Theresienstadt deportiert. Von dort aus wurde er am 19. Oktober 1944 in das Vernichtungslager Auschwitz verbracht und dort ermordet. Für Dr. Wilhelm Dreyer wurde an seiner ehemaligen Schule (Vogelsanger Straße 1) ein weiterer Stolperstein verlegt. |
| Stolperstein für Alfred Eisenberg (Arnulfstraße 27) | Hier wohnte Alfred Eisenberg (Jahrgang 1877) Deportiert 1941 Łódź/Litzmannstadt Ermordet Mai 1942 Chelmno/Kulmhof                                   | Arnulfstr. 27 (Standort)                                                                                          | |
| Stolperstein für Friedrich Siegmund Esser (Himmerichstraße 2) | Hier wohnte Friedrich Siegmund Esser (Jahrgang 1898) Deportiert ??? Für tot erklärt                                                                 | Himmerichstr. 2 (Verlegestelle Ecke Grafenwerthstraße) (Standort)                                                 | Politisch Verfolgter |
| Stolpersteine für Ella Laura Fluhrer (Arnulfstraße 27) | Hier wohnte Ella Laura Fluhrer, geb. Blumenfeld (Jahrgang 1879) Deportiert Theresienstadt Tot 16. März 1945                                         | Arnulfstr. 27 (Standort)                                                                                          | |
| Stolperstein für Selma Freiberg (Palanterstraße 51) | Hier wohnte Selma Freiberg, geb. Bär (Jahrgang 1868) Deportiert 1943 Theresienstadt Tot 21. Oktober 1943                                            | Palanterstr. 51 (Standort)                                                                                        | Der Stolperstein erinnert an Selma Freiberg (geb. Bär), geboren am 21. März 1863 in Ruhrort. Selma Freiberg wurde am 1. August 1943 mit dem Transport III/9 in das Ghetto Theresienstadt deportiert. In der Transportliste wurde Selma Freiberg als „verheiratet“ mit der Adresse Barackenlager Fort V Müngersdorf eingetragen. Selma Freiberg starb am 21. Oktober 1943 im Ghetto Theresienstadt. |
| Stolperstein für Auguste Fuchs (Lotharstraße 14) | Hier wohnte Auguste Fuchs, geb. Weinhausen (Jahrgang 1912) Flucht Belgien Interniert Mechelen Deportiert 1943 Ermordet in Auschwitz                 | Lotharstr. 14 (Verlegestelle vor dem Gebäude der Rheinischen Musikschule Sülz/Schiller-Gymnasium Köln) (Standort) | Der am 19. April 2018 verlegte Stolperstein erinnert an Auguste Fuchs (geb. Weinhausen), geboren am 17. September 1912 in Aachen. Auguste Fuchs war die Tochter von Benjamin und Adele Weinhausen (geb. Kaufmann). Auguste Fuchs emigrierte nach Belgien und wurde dort im SS-Sammellager Mecheln interniert. Am 31. Juli 1943 wurde sie in das Vernichtungslager Auschwitz deportiert. Dort verliert sich ihre Spur. Der Stolperstein wurde gestiftet durch die Kollektensammlung „Beatmesse“ der Kirchengemeinde der Johanneskirche (Köln-Sülz). |
| Stolperstein für Ilga Grünholz (Sülzgürtel 43) | Im Waisenhaus lebte Ilga Grünholz (Jahrgang 1939) Deportiert 1943 Auschwitz Ermordet                                                                | Sülzgürtel 43 (Standort)                                                                                          | Der am 26. September 2019 verlegte Stolperstein erinnert an Ilga Grünholz, geboren am 28. September 1939 in Köln-Lindenthal. Ilga Grünholz war die jüngste Tochter von Minna Grünholz und Johann Strauß. Der Pferdehändler Johann Strauß und Minna Grünholz waren mit ihren sechs Kindern (Hans, geboren 1928; Elisabeth, geboren 1929; Anna, geboren 1934; Josef, geboren 1936; Maria, geboren 1938 und Ilga) eine Familie deutscher Roma. Kurz nach Ilgas Geburt wurden die älteren Geschwister Hans und Elisabeth von der Familie getrennt und in „Fürsorgeerziehung“ in ein Kinderheim in Bottrop eingewiesen. Ilga kam in ein Kinderheim in Leverkusen-Schlebusch. Im Mai 1940 wurden die Eltern Johann und Minna und die Geschwister Anna, Josef und Maria in das deutsch besetzte Polen deportiert. Wann Ilga Grünholz in das Kinderheim Sülz gelangte, ist nicht bekannt. Aus den Akten der früheren Kriminalpolizeileitstelle Köln geht jedoch hervor, dass Mitarbeiter des Heimes die Polizei im Januar 1943 auf das „Zigeunerkind“ Ilga aufmerksam machten. Ilga Grünholz wurde am 3. März 1943 von Köln aus in das KZ Auschwitz-Birkenau deportiert. Im Deportationszug waren auch ihre Geschwister Hans und Elisabeth sowie ihre Großmutter Anna Strauß. Dort verliert sich ihre Spur... Ilga Grünholz starb am 24. April 1943, ihre Häftlingsnummer lautete 22975. Nach Bauarbeiten am Sülzgürtel wurde der beschädigte Stolperstein, der ursprünglich 2001 für Ilga Grünholz anonymisiert verlegt wurde, am 26. September 2019, im Beisein von Oberbürgermeisterin Henriette Reker, durch einen neuen Stolperstein mit personalisierter Inschrift neu verlegt. Der Stolperstein wurde gestiftet durch die Kollektensammlung „Beatmesse“ der Kirchengemeinde der Johanneskirche (Köln-Sülz). |
| Stolperstein für Erika Gumpert (Berrenrather Straße 383) | Hier wohnte Erika Gumpert (Jahrgang 1926) Deportiert 1941 Riga 1944 Stutthof Ermordet                                                               | Berrenrather Str. 383 (Standort)                                                                                  | |
| Stolperstein für Hans Gumpert (Berrenrather Straße 383) | Hier wohnte Hans Gumpert Flucht Holland Interniert Westerbork Schicksal unbekannt                                                                   | Berrenrather Str. 383 (Standort)                                                                                  | |
| Stolperstein für Irma Hedwig Gumpert (Berrenrather Straße 383) | Hier wohnte Irma Hedwig Gumpert, geb. Heydt (Jahrgang 1894) Deportiert 1941 Riga 1944 Stutthof Ermordet                                             | Berrenrather Str. 383 (Standort)                                                                                  | |
| Stolperstein für Ursula Gumpert (Berrenrather Straße 383) | Hier wohnte Ursula Gumpert Flucht Holland Interniert Westerbork Versteckt gelebt Befreit/Überlebt                                                   | Berrenrather Str. 383 (Standort)                                                                                  | |
| Stolperstein für Hannelore Heimann (Zülpicher Straße 302) | Hier wohnte Hannelore Heimann (Jahrgang 1921) Deportiert 1941 Łódź Für tot erklärt                                                                  | Zülpicher Str. 302 (Standort)                                                                                     | Nach neueren Informationen, welche zum Zeitpunkt der Stolpersteinverlegung nicht bekannt waren, wurde Hannelore Heimann im Sommer 1944 von Litzmannstadt (Łódź) nach Kulmhof deportiert und dort ermordet. |
| Stolperstein für Gert Henle (Redwitzstraße 87) | Hier wohnte Gert Henle (Jahrgang 1924) Deportiert 1941 Łódź/Litzmannstadt Ermordet Mai 1942                                                         | Redwitzstr. 87 (Standort)                                                                                         | |
| Stolperstein für Jakob Henle (Redwitzstraße 87) | Hier wohnte Jakob Henle (Jahrgang 1884) Deportiert 1941 Łódź/Litzmannstadt Ermordet 16. Dezember 1941                                               | Redwitzstr. 87 (Standort)                                                                                         | |
| Stolperstein für Marta Henle (Redwitzstraße 87) | Hier wohnte Marta Henle, geb. Strauss (Jahrgang 1892) Deportiert 1941 Łódź/Litzmannstadt Ermordet Mai 1942                                          | Redwitzstr. 87 (Standort)                                                                                         | |
| Stolperstein Maria Herz | Hier wohnte Maria Herz, geb. Bing (Jahrgang 1878) Flucht 1935 England                                                                               | Einhardstraße 2 (Standort)                                                                                        | |
| Stolperstein Marjorie Betty Herz | Hier wohnte Marjorie Betty Herz (Jahrgang 1910) Flucht 1933 Frankreich USA                                                                          | Einhardstraße 2 (Standort)                                                                                        | |
| Stolperstein Nora Evelyn Herz | Hier wohnte Nora Evelyn Herz (Jahrgang 1906) Flucht 1937 USA                                                                                        | Einhardstraße 2 (Standort)                                                                                        | |
| Stolperstein Robert Samuel Herz | Hier wohnte Robert Samuel Herz (Jahrgang 1903) Flucht 1935 England                                                                                  | Einhardstraße 2 (Standort)                                                                                        | |
| Stolperstein für Bernhard Hoffmann (Sülzburgstraße 220) | Hier wohnte Bernhard Hoffmann (Jahrgang 1892) Deportiert 1942 Theresienstadt Ermordet 28. September 1944 Auschwitz                                  | Sülzburgstr. 220 (Standort)                                                                                       | |
| Stolperstein für Paula Hoffmann (Sülzburgstraße 220) | Hier wohnte Paula Hoffmann, geb. Kirschberg (Jahrgang 1895) Deportiert 1942 Theresienstadt Ermordet in Auschwitz                                    | Sülzburgstr. 220 (Standort)                                                                                       | |
| Stolperstein für Eugen Jacobi (Unkeler Straße 23) | Hier wohnte Eugen Jacobi (Jahrgang 1884) Deportiert 1943 Ermordet in Auschwitz                                                                      | Unkeler Str. 23 (Standort)                                                                                        | Der Stolperstein erinnert an Eugen Jacobi, geboren am 20. Juli 1884 in Essen. Eugen Jacobi (auch Jakobi) war der Sohn von Moritz und Lina Jakobi (geb. Rothschild). Am 15. Januar 1943 wurde Eugen Jacobi zunächst nach Berlin und von dort aus, am 29. Januar 1943, mit dem 27. Osttransport nach Auschwitz deportiert. In der Transportliste wurde Eugen Jacobi als „unverheiratet“ und „arbeitsfähig“ mit der Adresse Horst Wessel-Platz 14 (heute Rathenauplatz) eingetragen. Seine Kennkarten-Nr. lautet J 01664. Dort verliert sich seine Spur... |
| Stolperstein für Ella Jacobsohn (Zülpicher Straße 302) | Hier wohnte Ella Jacobsohn, geb. Katzenstein (Jahrgang 1902) Deportiert 1941 Łódź Für tot erklärt                                                   | Zülpicher Str. 302 (Standort)                                                                                     | Nach neueren Informationen, welche zum Zeitpunkt der Stolpersteinverlegung nicht bekannt waren, wurde Ella Jacobsohn im Sommer 1944 von Litzmannstadt (Łódź) nach Kulmhof deportiert und dort ermordet. |
| Stolperstein für Benedikt Juhl (Gottesweg 116) | Hier wohnte Benedikt Juhl (Jahrgang 1888) Flucht Holland Interniert Westerbork Deportiert 1943 Sobibor Tot 21. Mai 1943                             | Gottesweg 116 (Standort)                                                                                          | |
| Stolperstein für Lina Juhl (Gottesweg 116) | Hier wohnte Lina Juhl, geb. Hirsch (Jahrgang 1875) Flucht Holland Interniert Westerbork Deportiert 1943 Sobibor Tot 21. Mai 1943                    | Gottesweg 116 (Standort)                                                                                          | |
| Stolperstein Helwig Kahn | Hier wohnte Helwig Kahn (Jahrgang 1923) David Kane mit Hilfe Flucht 1939 England 1940 Kanada 1942 England                                           | Emmastraße 2 (Standort)                                                                                           | |
| Stolperstein für Hertha Kahn (Remigiusstraße 45) | Hier wohnte Hertha Kahn, geb. Osser (Jahrgang 1896) Deportiert 1942 Minsk Ermordet 24. Juli 1942                                                    | Remigiusstr. 45 (Standort)                                                                                        | |
| Stolperstein Ida Kahn | Hier wohnte Ida Kahn, geb. Cahn (Jahrgang 1890) deportiert 1942 Łodz/Litzmannstadt ermordet Mai 1942 Chelmno/Kulmhof                                | Emmastraße 2 (Standort)                                                                                           | |
| Stolperstein für Inge Lore Kahn (Remigiusstraße 45) | Hier wohnte Inge Lore Kahn (Jahrgang 1927) Deportiert 1942 Minsk Ermordet 24. Juli 1942                                                             | Remigiusstr. 45 (Standort)                                                                                        | |
| Stolperstein für Max Kahn (Remigiusstraße 45) | Hier wohnte Max Kahn (Jahrgang 1894) Deportiert 1942 Minsk Ermordet 24. Juli 1942                                                                   | Remigiusstr. 45 (Standort)                                                                                        | |
| Stolperstein für Isidor Löw (Sülzgürtel 72) | Hier wohnte Isidor Löw (Jahrgang 1872) Deportiert 1942 Theresienstadt Ermordet 28. Januar 1944                                                      | Sülzgürtel 72 (Standort)                                                                                          | Der am 1. September 2014 verlegte Stolperstein erinnert an Isidor Löw, geboren am 20. Januar 1872 in Mogendorf. Isidor Löw war der Sohn von Löb und Bebetta Löw (geb. Vogel). Der Witwer Isidor Löw wohnte bis 1938 am Sülzgürtel 72, wurde später in mehrere „Ghettohäuser“ eingewiesen und schließlich im Sammellager Fort V Müngersdorf interniert. Am 15. Juni 1942 wurde Isidor Löw mit dem Transport III/1 von Köln in das Ghetto Theresienstadt deportiert. Dort starb er am 28. Januar 1944. Der Stolperstein wurde gestiftet durch die Kollektensammlung „Beatmesse“ der Kirchengemeinde der Johanneskirche (Köln-Sülz). |
| Stolperstein Johanna Mansbach | Hier wohnte Johanna Mansbach, geb. Meyer (Jahrgang 1881) deportiert 1941 Lodz/Litzmannstadt ermordet Main 1942 Chelmno/Kulmhof                      | Zülpicher Straße 236(Standort)                                                                                    | |
| Stolperstein für Irma Meyer (Sülzgürtel 30) | Hier wohnte Irma Meyer (Jahrgang 1898), geb. Kleinberger Schicksal unbekannt                                                                        | Sülzgürtel 30 Ecke Berrenrather Str. (Standort)                                                                   | |
| Stolperstein für Julius Meyer (Sülzgürtel 30) | Hier wohnte Julius Meyer Schicksal unbekannt | Sülzgürtel 30 Ecke Berrenrather Str. (Standort)                                                                   | |
| Stolperstein Leonhard Meyer | Hier wohnte Leonhard Meyer (Jahrgang 1878) deportiert 1941 Lodz/Litzmannstadt ermordet 1.11.1941                                                    | Zülpicher Straße 236(Standort)                                                                                    | |
| Stolperstein für Werner Meyer (Sülzgürtel 30) | Hier wohnte Werner Meyer (Jahrgang 1925) Schicksal unbekannt                                                                                        | Sülzgürtel 30 Ecke Berrenrather Str. (Standort)                                                                   | |
| Stolperstein Edmund Nathan | Hier wohnte Edmund Nathan (Jahrgang 1883) Flucht 1937 USA                                                                                           | Manderscheider Platz 8 (Standort)                                                                                 | |
| Stolperstein für Aenne Margarethe Nöcker (Am Krieler Dom 15) | Hier wohnte Aenne Margarethe Nöcker, geb. Apfel (Jahrgang 1898) Gedemütigt/Entrechtet Flucht in den Tod 23. Februar 1944                            | Am Krieler Dom 15 (Standort)                                                                                      | Aenne Margarethe Nöcker geb. Apfel war verheiratet mit dem Architekten Peter Franz Nöcker. |
| Bild gesucht Die Wikipedia wünscht sich an dieser Stelle ein Bild vom hier behandelten Ort. Weitere Infos zum Motiv findest du vielleicht auf der Diskussionsseite . Falls du dabei helfen möchtest, erklärt die Anleitung , wie das geht. BW | Hier wohnte Moritz Oppenheimer, (Jahrgang 1867) Gedemütigt/Entrechtet Tot 21. September 1939                                                        | Wittekindstr. 38–40 (Standort)                                                                                    | Der Stolperstein erinnert an Moritz Oppenheimer, geb. 1867. Die Verlegung erfolgte am 13. Juni 2025. |
| Bild gesucht Die Wikipedia wünscht sich an dieser Stelle ein Bild vom hier behandelten Ort. Weitere Infos zum Motiv findest du vielleicht auf der Diskussionsseite . Falls du dabei helfen möchtest, erklärt die Anleitung , wie das geht. BW | Hier wohnte Regina Oppenheimer, geb. Mayer (Jahrgang 1876) Deportiert 1941 Łódź / Litzmannstadt Ermordet                                            | Wittekindstr. 38–40 (Standort)                                                                                    | Der Stolperstein erinnert an Regina Oppenheimer, geb. 1867. Die Verlegung erfolgte am 13. Juni 2025. |
| Stolperstein für Richard Rabuse (Ägidiusstraße 66) | Hier wohnte Richard Rabuse (Jahrgang 1874) Tod 1945 Todesmarsch Sachsenhausen-Bergen-Belsen                                                         | Ägidiusstr. 66 (Standort)                                                                                         | Politisch Verfolgter |
| Stolperstein Jakob Rodrigo | Hier wohnte Jakob Rodrigo (Jahrgang 1878) eingewiesen 21.7.1943 Heilanstalt Ansbach ermordet 1.1.1944                                               | Zülpicher Straße 318 (Standort)                                                                                   | |
| Stolperstein für Gertrud Rose (Sülzgürtel 43) | Im Waisenhaus lebte Gertrud Rose (Jahrgang 1939) Deportiert 1944 Auschwitz Ermordet                                                                 | Sülzgürtel 43 (Standort)                                                                                          | Der am 26. September 2019 verlegte Stolperstein erinnert an Gertrud Rose, geboren am 31. Juli 1939 in Wien. Gertrud Rose war das jüngste Kind der Sinti Johanna und Oswald Rose. Die Artisten Johanna und Oswald Rose heirateten 1935 in Köln-Nippes und lebten in der Merheimer Straße 15. In Köln wurde 1934 Sohn Adolf geboren. Sohn Gottlieb wurde 1935 in Aachen und Sohn Hugo 1938 in Gotha geboren. Die Familie floh nach Wien wo Tochter Gertrud 1939 geboren wurde. Kurz nach Kriegsbeginn wurde Oswald Rose in das KZ Dachau, dann in das KZ Buchenwald und schließlich in das KZ Mauthausen verschleppt. Oswald Rose starb im August 1941 im Rahmen der Aktion 14f13 in der Tötungsanstalt Hartheim. Johanna Rose kehrte im Oktober 1941, mit ihren Kindern, nach Köln zurück und fand Unterschlupf bei einer Schwägerin in der Kirchturmstraße in Mülheim. Johanna Rose wurde verhaftet und im März 1942 in das KZ Ravensbrück deportiert. Die elternlosen Kinder wurden auseinandergerissen. Sohn Adolf kam zu einer Pflegemutter nach Bonn. Der Verbleib von Sohn Gottlieb ist unbekannt. Hugo und Gertrud Rose gelangten in das Kinderheim am Sülzgürtel. Am 22. Februar 1944 deportierte man sie in das KZ Auschwitz-Birkenau. Keines der Kinder überlebte den Holocaust. Die Mutter Johanna Rose starb im Alter von 83 Jahren, im Jahr 2000, ohne jemals wieder geheiratet zu haben. Nach Bauarbeiten am Sülzgürtel wurde der beschädigte Stolperstein, der ursprünglich 2001 für Gertrud Rose anonymisiert verlegt wurde, am 26. September 2019, im Beisein von Oberbürgermeisterin Henriette Reker, durch einen neuen Stolperstein mit personalisierter Inschrift neu verlegt. Der Stolperstein wurde gestiftet durch die Kollektensammlung „Beatmesse“ der Kirchengemeinde der Johanneskirche (Köln-Sülz). |
| Stolperstein für Hugo Rose (Sülzgürtel 43) | Im Waisenhaus lebte Hugo Rose (Jahrgang 1938) Deportiert 1944 Auschwitz Ermordet                                                                    | Sülzgürtel 43 (Standort)                                                                                          | Der am 26. September 2019 verlegte Stolperstein erinnert an Hugo Rose, geboren 1938 in Gotha. Hugo Rose war ein Sohn der Sinti Johanna und Oswald Rose. Die Artisten Johanna und Oswald Rose heirateten 1935 in Köln-Nippes und lebten in der Merheimer Straße 15. In Köln wurde 1934 Sohn Adolf geboren. Sohn Gottlieb wurde 1935 in Aachen und Sohn Hugo 1938 in Gotha geboren. Die Familie floh nach Wien wo Tochter Gertrud 1939 geboren wurde. Kurz nach Kriegsbeginn wurde Oswald Rose in das KZ Dachau, dann in das KZ Buchenwald und schließlich in das KZ Mauthausen verschleppt. Oswald Rose starb im August 1941 im Rahmen der Aktion 14f13 in der Tötungsanstalt Hartheim. Johanna Rose kehrte im Oktober 1941, mit ihren Kindern, nach Köln zurück und fand Unterschlupf bei einer Schwägerin in der Kirchturmstraße in Mülheim. Johanna Rose wurde verhaftet und im März 1942 in das KZ Ravensbrück deportiert. Die elternlosen Kinder wurden auseinandergerissen. Sohn Adolf kam zu einer Pflegemutter nach Bonn. Der Verbleib von Sohn Gottlieb ist unbekannt. Hugo und Gertrud Rose gelangten in das Kinderheim am Sülzgürtel. Am 22. Februar 1944 deportierte man sie in das KZ Auschwitz-Birkenau. Keines der Kinder überlebte den Holocaust. Die Mutter Johanna Rose starb im Alter von 83 Jahren, im Jahr 2000, ohne jemals wieder geheiratet zu haben. Nach Bauarbeiten am Sülzgürtel wurde der beschädigte Stolperstein, der ursprünglich 2001 für Hugo Rose anonymisiert verlegt wurde, am 26. September 2019, im Beisein von Oberbürgermeisterin Henriette Reker, durch einen neuen Stolperstein mit personalisierter Inschrift neu verlegt. Der Stolperstein wurde gestiftet durch die Kollektensammlung „Beatmesse“ der Kirchengemeinde der Johanneskirche (Köln-Sülz). |
| Stolperstein für Karl Rosenberg (Simmerer Straße 47) | Hier wohnte Karl Rosenberg (Jahrgang 1906) Verhaftet 1936 Gefängnis Klingelpütz Zuchthaus Siegburg Deportiert 1943 Auschwitz Ermordet 4. April 1943 | Simmerer Str. 47 (Standort)                                                                                       | |
| Stolperstein für Alfred Theodor Salmony (Wichterichstraße 59) | Hier wohnte Alfred Theodor Salmony (Jahrgang 1886) Deportiert 1941 Łódź Tot 10. August 1942                                                         | Wichterichstr. 59 (Standort)                                                                                      | |
| Stolperstein für Thekla Gertrud Salmony (Wichterichstraße 59) | Hier wohnte Thekla Gertrud Salmony, geb. Rosenthal (Jahrgang 1889) Deportiert 1941 Łódź For tot erklärt                                             | Wichterichstr. 59 (Standort)                                                                                      | Nach neueren Informationen, welche zum Zeitpunkt der Stolpersteinverlegung nicht bekannt waren, starb Thekla Gertrud Salmony am 27. April 1944 im Ghetto Litzmannstadt (Łódź). |
| Stolperstein Judith Bertha Samuel | Hier wohnte Judith Bertha Samuel, geb. Salm (Jahrgang 1875) deportiert 1942 Theresienstadt ermordet 11.11.1942                                      | Wilhelm-Waldeyer-Straße 14 (Standort)                                                                             | |
| Stolperstein für Theodor Schäfer (Emmastraße 14) | Hier wohnte Theodor Schäfer (Jahrgang unbekannt) Tod 1944 im KZ Sachsenhausen                                                                       | Emmastr. 14 (Standort)                                                                                            | Politisch Verfolgter |
| Stolperstein für Eugen Schimmer (Grafenwerthstraße 1) | Hier wohnte Eugen Schimmer (Jahrgang 1887) Deportiert 1941 Riga Für tot erklärt                                                                     | Grafenwerthstr. 1 (Standort)                                                                                      | |
| Stolperstein für Frieda Schimmer (Grafenwerthstraße 1) | Hier wohnte Frieda Schimmer, geb. Mayer (Jahrgang 1895) Deportiert 1941 Riga Für tot erklärt                                                        | Grafenwerthstr. 1 (Standort)                                                                                      | |
| Stolperstein für Rudolf Silberschmidt (Euskirchener Straße 36) | Hier wohnte Rudolf Silberschmidt (Jahrgang 1912) Deportiert Auschwitz Für tot erklärt                                                               | Euskirchener Str. 36 (Standort)                                                                                   | |
| Stolperstein für Abraham Siegfried (Sülzgürtel 72) | Hier wohnte Abraham Siegfried (Jahrgang 1901) Schicksal unbekannt                                                                                   | Sülzgürtel 72 (Standort)                                                                                          | Der am 23. November 2017 verlegte Stolperstein erinnert an Abraham Siegfried, geboren am 4. Januar 1901 in Radomysl. Der Kaufmann Abraham Siegfried (auch Adolf genannt) war staatenlos. Verheiratet war er seit 1931 mit Irma Bertha Löw. 1933 wurde der gemeinsame Sohn Kurt Simon geboren. In dieser Zeit wohnte die Familie in der Rennbahnstraße 45. Später zog die Familie in das Haus Sülzgürtel 72. Abraham Siegfried wurde vermutlich im Rahmen der sog. „Polenaktion“ abgeschoben. Eine letzte Nachricht von ihm gab es 1939 aus Ternopil in der Ukraine. Das weitere Schicksal von Abraham Siegfried ist nicht bekannt. Der Stolperstein wurde gestiftet durch die Kollektensammlung „Beatmesse“ der Kirchengemeinde der Johanneskirche (Köln-Sülz). |
| Stolperstein für Irma Bertha Siegfried (Sülzgürtel 72) | Hier wohnte Irma Bertha Siegfried, (geb. Löw) (Jahrgang 1902) Schicksal unbekannt                                                                   | Sülzgürtel 72 (Standort)                                                                                          | Der am 23. November 2017 verlegte Stolperstein erinnert an Irma Bertha Siegfried, geboren am 31. Januar 1902 in Lennep. Irma Bertha Siegfried war seit 1931 mit Abraham Siegfried verheiratet. 1933 wurde der gemeinsame Sohn Kurt Simon geboren. In dieser Zeit wohnte die Familie in der Rennbahnstraße 45. Später zog die Familie in das Haus Sülzgürtel 72. Von Irma Bertha Siegfried und ihrem Sohn Kurt Simon gab es 1943 eine letzte Nachricht aus dem Ghetto Lublin. Das weitere Schicksal von Irma Bertha Siegfried ist nicht bekannt. Der Stolperstein wurde gestiftet durch die Kollektensammlung „Beatmesse“ der Kirchengemeinde der Johanneskirche (Köln-Sülz). |
| Stolperstein für Kurt Simon Siegfried (Sülzgürtel 72) | Hier wohnte Kurt Simon Siegfried (Jahrgang 1933) Schicksal unbekannt                                                                                | Sülzgürtel 72 (Standort)                                                                                          | Der am 23. November 2017 verlegte Stolperstein erinnert an Kurt Simon Siegfried, geboren am 1. Mai 1933 in Köln. Kurt Simon Siegfried war der Sohn von Abraham Siegfried und seiner Frau Irma Bertha, geborene Löw. Die Familie Siegfried zog zwischen 1934 und 1935 von der Rennbahnstraße 45 in das Haus Sülzgürtel 72. Von Kurt Simon Siegfried und seiner Mutter Irma Bertha gab es 1943 eine letzte Nachricht aus dem Ghetto Lublin. Das weitere Schicksal von Kurt Simon Siegfried ist nicht bekannt. Der Stolperstein wurde gestiftet durch die Kollektensammlung „Beatmesse“ der Kirchengemeinde der Johanneskirche (Köln-Sülz). |
| Stolperstein für Betty Stein (Wilhelm-Waldeyer-Straße 16) | Hier wohnte Betty Stein, geb. Müller (Jahrgang 1882) Gedemütigt / Entrechtet Flucht in den Tod 19. Oktober 1941                                     | Wilhelm-Waldeyer-Straße 16 (Standort)                                                                             | Der am 11. September 2018 verlegte Stolperstein erinnert an Betty Stein (geb. Müller), geboren am 7. Februar 1882 in Halle an der Saale. Betty Stein war die Schwester des Luxusschuh-Lederfutter-Fabrikanten aus Halle an der Saale, Waldemar Müller (gest. 1937). Verheiratet war sie mit Julius Stein. Gemeinsam mit ihrem Mann setzte sie am 19. Oktober 1941 ihrem Leben ein Ende. Auf eigenen Wunsch wurden sie auf dem jüdischen Friedhof in Halle bestattet. |
| Stolperstein für Julius Stein (Wilhelm-Waldeyer-Straße 16) | Hier wohnte Julius Stein (Jahrgang 1876) Gedemütigt / Entrechtet Flucht in den Tod 19. Oktober 1941                                                 | Wilhelm-Waldeyer-Straße 16 (Standort)                                                                             | Der am 11. September 2018 verlegte Stolperstein erinnert an Julius Stein, geboren am 29. Juli 1876 in Köln. Julius Stein war Inhaber der Firma Stein & Cie. Technische Öle in der Gutenbergstraße 107. Verheiratet war er mit Betty Stein (geb. Müller). Gemeinsam mit seiner Frau setzte er am 19. Oktober 1941 seinem Leben ein Ende. Auf eigenen Wunsch wurden sie auf dem jüdischen Friedhof in Halle bestattet. |
| Stolperstein für Hannelore Steinmann (Nikolausplatz 5) | Hier wohnte Hannelore Steinmann (Jahrgang 1936) Deportiert 1942 Minsk Ermordet 24. Juli 1942                                                        | Nikolausplatz 5 (Standort)                                                                                        | Der am 1. September 2014 verlegte Stolperstein erinnert an Hannelore Steinmann, geboren am 11. Juni 1936 in Steinfurt. Hannelore Steinmann war die Tochter von Karl und Rosalie Steinmann (geb. Cohen). Die Familie Steinmann wurde zunächst in ein „Ghettohaus“ eingewiesen. Später wurden sie im Sammellager Fort V Müngersdorf interniert. Von dort aus wurden sie in das Lager Niederbardenberg gebracht und später wieder zurück ins Barrackenlager Fort V Müngersdorf. Am 20. Juli 1942 wurden sie gemeinsam mit dem Sonderzug DA 219, von Köln-Deutz aus, nach Minsk deportiert. Unmittelbar nach Ankunft am 24. Juli 1942 wurden alle Deportierten des Sonderzuges im Wald von Blagowschtschina (Vernichtungslager Maly Trostinez) erschossen. Der Stolperstein wurde gestiftet durch die Kollektensammlung „Beatmesse“ der Kirchengemeinde der Johanneskirche (Köln-Sülz). |
| Stolperstein für Karl Steinmann (Nikolausplatz 5) | Hier wohnte Karl Steinmann (Jahrgang 1896) Deportiert 1942 Minsk Ermordet 24. Juli 1942                                                             | Nikolausplatz 5 (Standort)                                                                                        | Der am 1. September 2014 verlegte Stolperstein erinnert an Karl Steinmann, geboren am 26. April 1896 in Steinfurt. Karl Steinmann war der Sohn von Moses und Malchen Steinmann (geb. Hirsch). Verheiratet war er mit Rosalie Cohen, gemeinsam hatten sie die Tochter Hannelore. Die Familie Steinmann wurde zunächst in ein „Ghettohaus“ eingewiesen. Später wurden sie im Sammellager Fort V Müngersdorf interniert. Von dort aus wurden sie in das Lager Niederbardenberg gebracht und später wieder zurück ins Barrackenlager Fort V Müngersdorf. Am 20. Juli 1942 wurden sie gemeinsam mit dem Sonderzug DA 219, von Köln-Deutz aus, nach Minsk deportiert. Unmittelbar nach Ankunft am 24. Juli 1942 wurden alle Deportierten des Sonderzuges im Wald von Blagowschtschina (Vernichtungslager Maly Trostinez) erschossen. Der Stolperstein wurde gestiftet durch die Kollektensammlung „Beatmesse“ der Kirchengemeinde der Johanneskirche (Köln-Sülz). |
| Stolperstein für Rosalie Steinmann (Nikolausplatz 5) | Hier wohnte Rosalie Steinmann, geb. Cohen (Jahrgang 1899) Deportiert 1942 Minsk Ermordet 24. Juli 1942                                              | Nikolausplatz 5 (Standort)                                                                                        | Der am 1. September 2014 verlegte Stolperstein erinnert an Rosalie Steinmann (geb. Cohen), geboren am 2. Juni 1899 in Bonn. Die Hausfrau Rosalie Steinmann war die Tochter von Samuel und Johanna Cohen (geb. Salomon). Verheiratet war sie mit Karl Steinmann, gemeinsam hatten sie die Tochter Hannelore. Die Familie Steinmann wurde zunächst in ein „Ghettohaus“ eingewiesen. Später wurden sie im Sammellager Fort V Müngersdorf interniert. Von dort aus wurden sie in das Lager Niederbardenberg gebracht und später wieder zurück ins Barrackenlager Fort V Müngersdorf. Am 20. Juli 1942 wurden sie gemeinsam mit dem Sonderzug DA 219, von Köln-Deutz aus, nach Minsk deportiert. Unmittelbar nach Ankunft am 24. Juli 1942 wurden alle Deportierten des Sonderzuges im Wald von Blagowschtschina (Vernichtungslager Maly Trostinez) erschossen. Der Stolperstein wurde gestiftet durch die Kollektensammlung „Beatmesse“ der Kirchengemeinde der Johanneskirche (Köln-Sülz). |
| Stolperstein für Dr. Louise Straus-Ernst (Emmastraße 27) | Hier wohnte Dr. Louise Straus-Ernst (Jahrgang 1893) Deportiert 1944 Tod in Auschwitz                                                                | Emmastr. 27 (Standort)                                                                                            | Der verlegte Stolperstein erinnert an Luise Straus-Ernst, geboren am 2. Dezember 1893 in Köln. Louise Straus-Ernst, genannt „Lou“ war die Tochter von Jacob und Charlotte Strauss (geb. Meyer). Die promovierte Kunsthistorikerin heiratete 1918 den Maler Max Ernst. Nach der Scheidung 1927 lebte sie in der Emmastraße 27. Nach der Machtergreifung der Nazis emigrierte sie 1933 nach Paris. 1943 ins Sammellager Drancy bei Paris verschleppt und am 30. Juni 1944 in das Vernichtungslager Auschwitz deportiert. Das genaue Datum ihrer Ermordung ist nicht bekannt. |
| Stolperstein für Alice von der Heyden (Wittekindstraße 6) | Hier wohnte Alice von der Heyden, geb. Tuteur (Jahrgang 1897) Gedemütigt/Entrechtet Flucht in den Tod 8. November 1944                              | Wittekindstr. 6 (Standort)                                                                                        | Der am 3. April 2017 verlegte Stolperstein erinnert an Alice von der Heyden (geb. Tuteur), geboren am 23. September 1897 in Antwerpen. Alice von der Heyden war die Tochter des Kaufmanns Albert Tuteur und seiner Frau Hedwig (geb. Weinberg). Albert Tuteur aus Worms stammend übersiedelte Ende des 19. Jahrhunderts mit seiner Frau nach Antwerpen, wo Tochter Alice geboren wurde, und betrieb dort mit seinem Bruder eine Getreidehandlung. Nach der Jahrhundertwende ließ sich die Familie in Köln nieder und Albert Tuteur betrieb hier einen Zigarrengroßhandel. Alice besuchte die Königin-Luise-Schule und trat nach dem Abitur in die Firma ihres Vaters ein. Sie heiratete 1922 Hans von der Heyden. Ihr nichtjüdischer Ehemann trat ebenfalls in die Firma des Vaters ein. 1924 wurde Tochter Sylvia und 1928 Sohn Günter geboren. Nach dem Tode der Mutter Hedwig und in Folge der Wirtschaftskrise wurde die Zigarrengroßhandlung aufgelöst. Hans von der Heyden verließ 1932 die Familie und die Ehe wurde 1934 geschieden. Alice von der Heyden heiratete in den folgenden Jahren noch zwei weitere Male. Beide Ehen scheiterten und ihre wirtschaftliche Situation verschlechterte sich zunehmend. Alice von der Heyden war auf finanzielle Unterstützung durch Familienangehörige und Unterstützung ihres in Berlin lebenden ersten Mannes angewiesen. 1935 ließ sie ihre Kinder katholisch taufen. Ihr Vater Albert Tuteur starb kurz nach Erhalt seines Deportationsbefehl im Mai 1942. Alice von der Heyden wurde in das Ghettohaus Utrechter Straße 6 eingewiesen. Im Herbst 1944 erhielt auch Alice von der Heyden die Aufforderung sich mit ihren Kindern im Sammellager Fort V Müngersdorf einzufinden. Den Kindern Sylvia und Günter gelang es zunächst sich zu verstecken und später zu ihrem Vater nach Berlin zu flüchten, dort überlebten sie den Holocaust. Alice von der Heyden wählte am 8. November 1944 den Freitod. Alice von der Heyden wurde auf dem Jüdischen Friedhof Köln-Bocklemünd bestattet. Für Alice von der Heyden wurde an ihrer ehemaligen Schule (Alte Wallgasse 10) ein weiter Stolperstein verlegt. |
| Stolperstein für Hedwig Wallach (Wichterichstraße 26) | Hier wohnte Hedwig Wallach, geb. Philips (Jahrgang 1877) Ermordet in Auschwitz                                                                      | Wichterichstr. 26 (Standort)                                                                                      | Der Stolperstein erinnert an Hedwig Wallach (geb. Philips), geboren am 5. Mai 1877 in Duisburg-Ruhrort. Hedwig Wallach war die Tochter von Philipp und Nathalie Philips (geb. Heymann). Sie war mit dem Zigarrenfabrikanten Bernhard Wallach, der bereits 1932 verstarb, verheiratet. Sie führte die Cigarrenfabrik S. Wallach Wwe. Söhne, Linz a. Rh., gemeinsam mit dem Teilhaber Ernst Drehkopf, weiter und organisierten den Vertrieb von der Luxemburger Straße 39 in Köln aus. 1939 konnte Hedwig Wallach in die Niederlande emigrieren. Nach dem Einmarsch der Deutschen Truppen wurde sie im Durchgangslager Westerbork interniert und 1942 nach Auschwitz deportiert. Dort starb Hedwig Wallach am 28. September 1942. Nach anderen Quellen starb Hedwig Wallach im April 1943 in Auschwitz. Die beiden Töchter Anna Susanna und Charlotte Regina überlebten den Holocaust. |
| Stolperstein für Moritz Weiler (Linzer Straße 45) | Hier wohnte Moritz Weiler (Jahrgang 1876) Flucht 1939 Kuba MS St. Louis Einreise verweigert Tot 23. Mai 1939 Vor Kuba                               | Linzer Str. 45 (Standort)                                                                                         | Der am 11. September 2018 verlegte Stolperstein erinnert an Moritz Weiler, geboren 1876 in Köln. Moritz Weiler war mit Recha Wagner verheiratet. Das Ehepaar hatte einen Sohn, Fritz. Moritz Weiler war Professor an der Universität Köln und wurde 1936 emeritiert. Nachdem der Sohn mit seiner Familie in die Vereinigten Staaten ausgewandert war, haben sich Moritz Weiler uns seine Ehefrau entschlossen, über Kuba ebenfalls aus Deutschland zu emigrieren. Am 13. Mai 1939 verließ Moritz Weiler mit seiner Ehefrau auf der MS St. Louis Hamburg. Gesundheitlich stark geschwächt, verstarb er am 23. Mai 1939 an einem Herzanfall auf See. Entgegen dem Wunsch seiner Witwe, Moritz Weiler im Beisein seines Sohnes in Havanna begraben zu lassen, wurde sein Leichnam auf See bestattet. |
| Stolperstein für Recha Weiler (Linzer Straße 45) | Hier wohnte Recha Weiler, geb. Wagner (Jahrgang 1877) Flucht 1939 Kuba MS St. Louis Einreise verweigert Rückreise Belgien Versteckt überlebt        | Linzer Str. 45 (Standort)                                                                                         | Der am 11. September 2018 verlegte Stolperstein erinnert an Recha Weiler (geb. Wagner), geboren am 26. Oktober 1878 in Rehden bei Graudenz (Westpreussen). Recha Wagner heiratete Moritz Weiler. Das Paar hatte einen Sohn, der 1938 Jahre gemeinsam mit seiner Ehefrau uns seiner Tochter Ellen in die Vereinigten Staaten emigrierte. Recha Weiler war unter den Passagieren auf der MS St. Louis, denen die Einreise auf Kuba und die USA verweigert wurde. Auf der Überfahrt starb ihr Ehemann an einem Herzinfarkt. Nach der Rückkehr des Schiffes nach Antwerpen versteckte sich Recha Weiler bei einem befreundeten Ehepaar in Belgien. Der Sohn Fritz unterstützte während des Krieges finanziell die Mutter und sicherte ihr Überleben im Versteck. Stark geschwächt und fast erblindet überlebte sie den Zweiten Weltkrieg im Versteck. 1946 reiste die gesundheitlich stark angeschlagene Recha Weiler zu ihrem Sohn in die Vereinigten Staaten. Auf dem Flug erlitt sie einen Schwächeanfall, verlor das Bewusstsein und starb kurze Zeit später. |
| Stolperstein für Elise Willner (Berrenrather Straße 385) | Hier wohnte Elise Willner, geb. Albert (Jahrgang 1873) Deportiert 1943 Theresienstadt Ermordet 18. Dezember 1943                                    | Berrenrather Str. 385 (Standort)                                                                                  | Der Stolperstein erinnert an Elisabeth Willner (geb. Albert), geboren am 29. September 1873 in Ottweiler. Elisabeth Willner war die Tochter von Moritz und Charlotte Albert (geb. Kaufman). Sie war mit Jakob Willner verheiratet. Elisabeth Willner und ihr Mann wurden am 29. Januar 1943 mit dem Alterstransport 1/88 in das Ghetto Theresienstadt deportiert. In der Transportliste wurde Elisabeth Willner als „verheiratet“ und „nicht arbeitsfähig“ mit der Adresse Barackenlager Fort V Müngersdorf eingetragen. Ihre Kennzeichen-Nr. lautet 014409. Elisabeth Willner starb am 21. Dezember 1943 im Ghetto Theresienstadt. |
| Stolperstein für Jakob Willner (Berrenrather Straße 385) | Hier wohnte Jakob Willner (Jahrgang 1856) Deportiert 1943 Theresienstadt Ermordet 12. März 1943                                                     | Berrenrather Str. 385 (Standort)                                                                                  | Der Stolperstein erinnert an Jakob Willner, geboren am 26. April 1856 in Grefrath. Jakob Willner war der Sohn von Gabriel und Helena Willner (geb. Seelmanns). Er war mit Elisabeth (Elise) Albert verheiratet. Jakob Willner und seine Frau wurden am 29. Januar 1943 mit dem Alterstransport 1/88 in das Ghetto Theresienstadt deportiert. In der Transportliste wurde Jakob Willner als „verheiratet“ und „nicht arbeitsfähig“ mit der Adresse Barackenlager Fort V Müngersdorf eingetragen. Seine Kennzeichen-Nr. lautet 014408. Jakob Willner starb am 14. März 1943 im Ghetto Theresienstadt. |
| Stolperstein für Lina Wissbrunn (Emmastraße 14) | Hier wohnte Lina Wissbrunn, geb. Ruhr (Jahrgang 1885) Deportiert 1942 Osttransport Verschollen                                                      | Emmastr. 14 (Standort)                                                                                            | |
| Stolperstein für Rosa Wolff (Arnulfstraße 29) | Hier wohnte Rosa Wolff geb. Lilienfeld (Jahrgang 1887) Deportiert 1943 Ermordet in Auschwitz                                                        | Arnulfstr. 29 (Standort)                                                                                          | Der Stolperstein erinnert an Rosa Wolff (geb. Lilienfeld), geboren am 14. Juni 1887 in Merzig. Rosa Wolff wurde am 15. Januar 1943 zunächst nach Berlin und von dort aus, am 29. Januar 1943, mit dem 27. Osttransport nach Auschwitz deportiert. In der Transportliste wurde Rosa Wolff als „unverheiratet“ und „arbeitsfähig“ mit der Adresse Barackenlager Fort V Müngersdorf eingetragen. Ihre Kennkarten-Nr. lautet J 07205. Dort verliert sich ihre Spur... |